# Nicholas D'Agosto
Nicholas D'Agosto (Omaha, Nebraska, 17 de abril de 1980) é um ator norte-americano. Estudava na escola preparatória Creighton (Creighton Preparatory School) quando foi chamado para participar do filme Election. No Brasil, seu papel mais conhecido ainda é "West Rosen" da série Heroes, onde atuou ao lado de Hayden Panettiere. Ele ficou durante a segunda temporada como o namorado da protagonista, mas saiu sem uma explicação concreta ainda nesta temporada. Esteve no filme Fired Up! que foi lançado em 2009. Ele ainda é considerado um ator promissor da atualidade. Atualmente se dedica a filmes teens, mas pretende fazer todo tipo de filme em breve. Em 2010, esteve no filme Mardi Gras (2010). Esteve no filme Final Destination 5 em 2011.

## Primeiros anos de vida
D'Agosto nasceu em Omaha, Nebraska, filho de Deanna Rae (Vellinga) e Alen D'Agosto, eles possuem várias Arby em Omaha. O seu pai é italiano e sua mãe é de ascendência holandesa e inglesa. Ele foi criado e selecionado na Igreja Católica. D'Agosto atuou em várias peças diferentes e musicais. Ele freqüentou a Escola Preparatória de Creighton, em Omaha e se formou em 1998. D'Agosto participou da Marquette University, onde obteve o grau de bacharel em história e teatro.

## Carreira
Sua grande chance veio quando ele interpretou o presidente da comissão de ética Larry Fouch no filme Election (1999), enquanto ele ainda era um estudante na Escola Preparatória de Creighton. O filme foi escrito e dirigido por Alexander Payne, um outro ex-aluno da Escola de Creighton. D'Agosto estrelou o filme Psycho Beach Party (2000). Em 2002, ele se mudou para Los Angeles para prosseguir uma carreira de tempo integral.
D'Agosto rapidamente participou de várias séries de televisão do horário nobre, como Boston Public, ER, Six Feet Under, Cold Case, House, Supernatural e Without a Trace. Ele apareceu em três episódios de The Office. D'Agosto também foi escalado para o papel recorrente de West Rosen na série Heroes.
Em 2011, ele estrelou como Sam Lawton em Final Destination 5. Ele recentemente estrelou  From Prada to Nada com Camilla Belle.

## Filmografia

### Filmes
| Ano  | Título                                | Papel          | Notas          |
| ---- | ------------------------------------- | -------------- | -------------- |
| 1999 | Election                              | Larry Fouch    |                |
| 2000 | Psycho Beach Party                    | Counterman     |                |
| 2005 | Joint Custody                         | Joel           | Telefilme      |
| 2006 | Orpheus                               | Guy            | Telefilme      |
| 2006 | Inside                                | Alex           |                |
| 2007 | The Rich Inner Life of Penelope Cloud | Ivy            | Telefilme      |
| 2007 | Rocket Science                        | Ben Wekselbaum |                |
| 2007 | Drive-Thru                            | Fisher Kent    |                |
| 2007 | L.A. Blues                            | Adam Cooper    |                |
| 2008 | Extreme Movie                         | Evan           |                |
| 2009 | Untitled Family Pilot                 | Paul           | Telefilme      |
| 2009 | Fired Up!                             | Shawn Colfax   |                |
| 2010 | This Little Piggy                     | Eric           | Telefilme      |
| 2010 | Dirty Girl                            | Joel           |                |
| 2011 | From Prada to Nada                    | Edward Ferris  |                |
| 2011 | Final Destination 5                   | Sam Lawton     |                |
| 2011 | New Romance                           | Nick           | Curta-metragem |
| 2011 | Mardi Gras: Spring Break              | Mike Morgan    |                |

### Televisão
| Ano  | Título          | Papel               | Notas                                                     |
| ---- | --------------- | ------------------- | --------------------------------------------------------- |
| 2002 | Do Over         | Todd York           | Ep: "Valentine's Day Dance"                               |
| 2003 | Boston Public   | Richard Kinney      | Ep: "Chapter Seventy-Two"                                 |
| 2003 | ER              | Andy                | Eps: "Shifts Happen", "Death and Taxes"                   |
| 2004 | Cracking Up     | Ben                 | Ep: "Piloto"                                              |
| 2004 | Six Feet Under  | Jonathan Gorodetsky | Ep: "Bomb Shelter"                                        |
| 2004 | Cold Case       | Chris (1979)        | Ep: "Daniela"                                             |
| 2005 | House MD        | Keith Foster        | Ep: "Detox"                                               |
| 2005 | Supernatural    | Gavin               | Ep: "Asylum"                                              |
| 2006 | Related         | P.J.                | Eps: "Daddy's Little Girl", "His Name Is Ruth"            |
| 2006 | Without a Trace | Ted Soros           | Ep: "Fade-Away"                                           |
| 2006 | Big Day         | Dr. Zaks            | Ep: "Boobzilla"                                           |
| 2007 | The Office      | Hunter              | Eps: "The Negotiation", "Women's Appreciation", "The Job" |
| 2007 | Heroes          | West Rosen          | 9 episódios                                               |
| 2011 | Eden            | John Sparks         | Ep: "Piloto"                                              |
| 2012 | Breakout Kings  | Travis Muncey       | Ep: "Double Down"                                         |
| 2013 | Apartment 23    | Will                | Ep: "The D..."                                            |
| 2013 | Masters of Sex  | Ethan Haas          | 2013-presente                                             |
| 2014 | Gotham          | Harvey Dent         | 2014-presente                                             |
| 2014 | Grey's Anatomy  | Graham Maddox       | 2014-presente                                             |